# 脫軌器

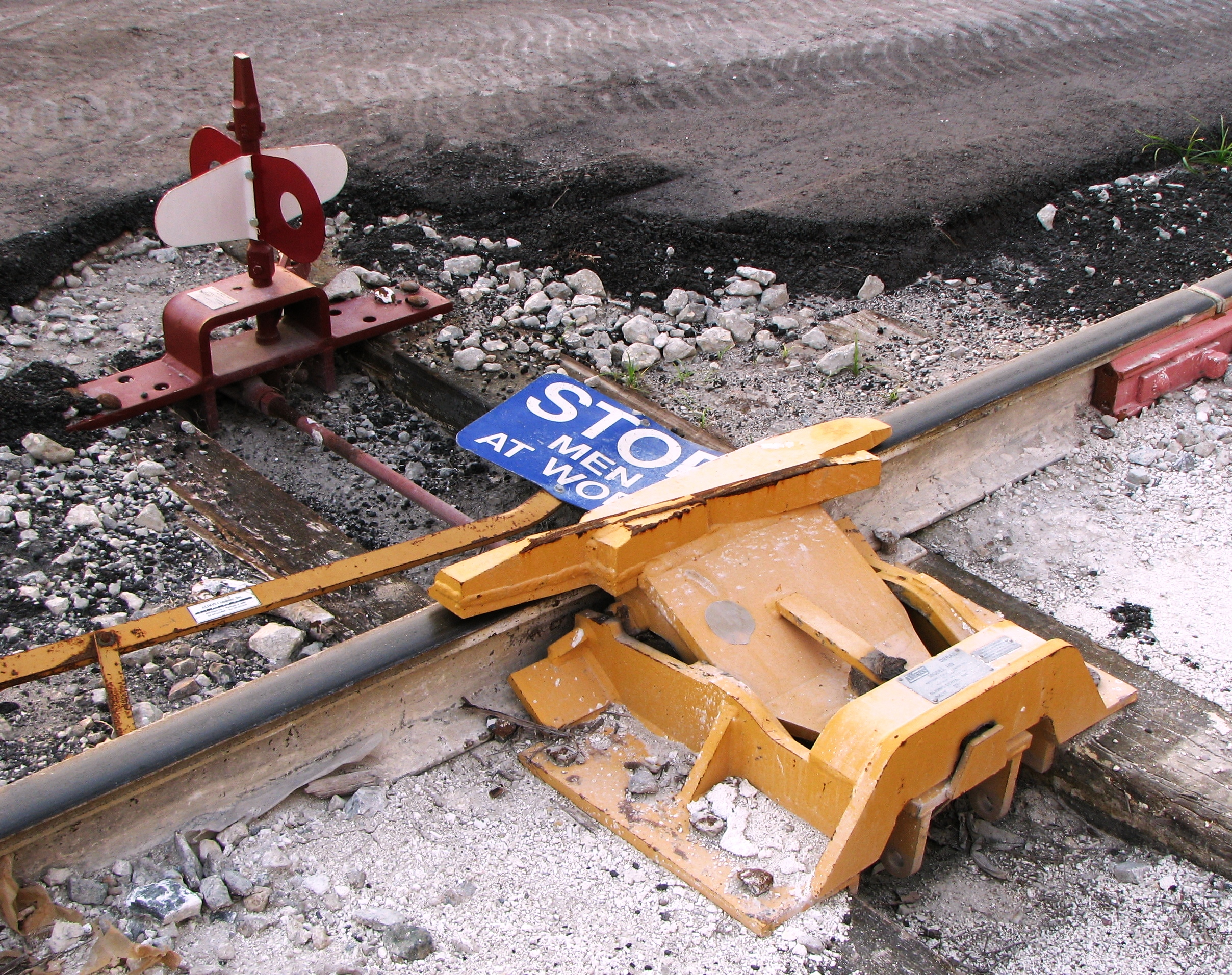
安裝在工業區的脫軌器，附帶著藍色的保護旗

脫軌器（英語：Derailer）是一種用以防止違規行駛或無人駕駛的列車與鐵路軌道上的任何物體相撞（例如：人員、火車或倒塌的樹木等）的裝置。其運作是利用脫軌的方式使車輛翻覆。

## 概要
雖然意外性的出軌會對車輛和鐵軌造成損害，且需要大量時間及資金復原，但若列車穿越脫軌處有造成更嚴重的傷害、人員受傷或死亡的風險時，脫軌器還是會安置在適當的地方。

## 使用
脫軌器可能使用在：
- 側線與主線或其餘相通路線的交會點[2][3]
- 交會點或十字路口以防止違規行駛的列車並保護聯鎖系統[2][4]
- 暫時安裝在有人員正在施工的路段[5][6]
- 靠近吊橋、死路等類似的危險處[4]

## 設計

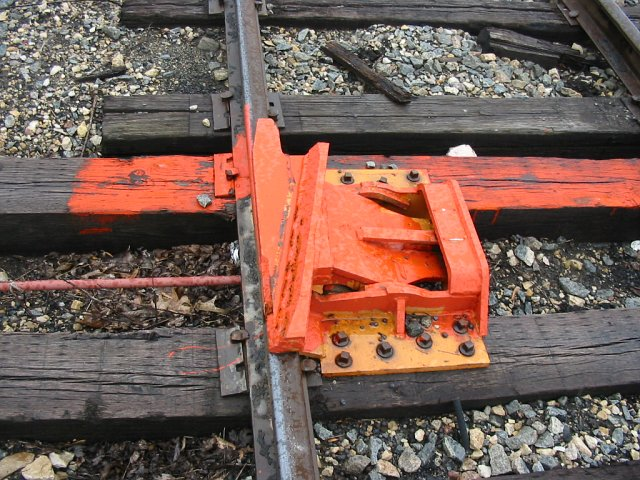
美國威斯康辛州格倫黑文所安裝的脫軌器，目的是為了保護圖中的鐵軌

脫軌器大致可以分為以下四種：

### 楔形
最常見的樣式是一片可以安裝在鐵道上的楔形鋼片。 如果一輛列車試圖駛過脫軌器，其便會將列車的輪緣從鐵道上抬升到鐵道外使列車脫軌。不使用時，脫軌器將會收起，使鐵道暢通。 這種裝置可以手動或遠端遙控的方式控制，若是以手動的方式安裝，則應將之鎖起以防止未經授權的人員移動之。 此樣式在北美的鐵路十分常見。

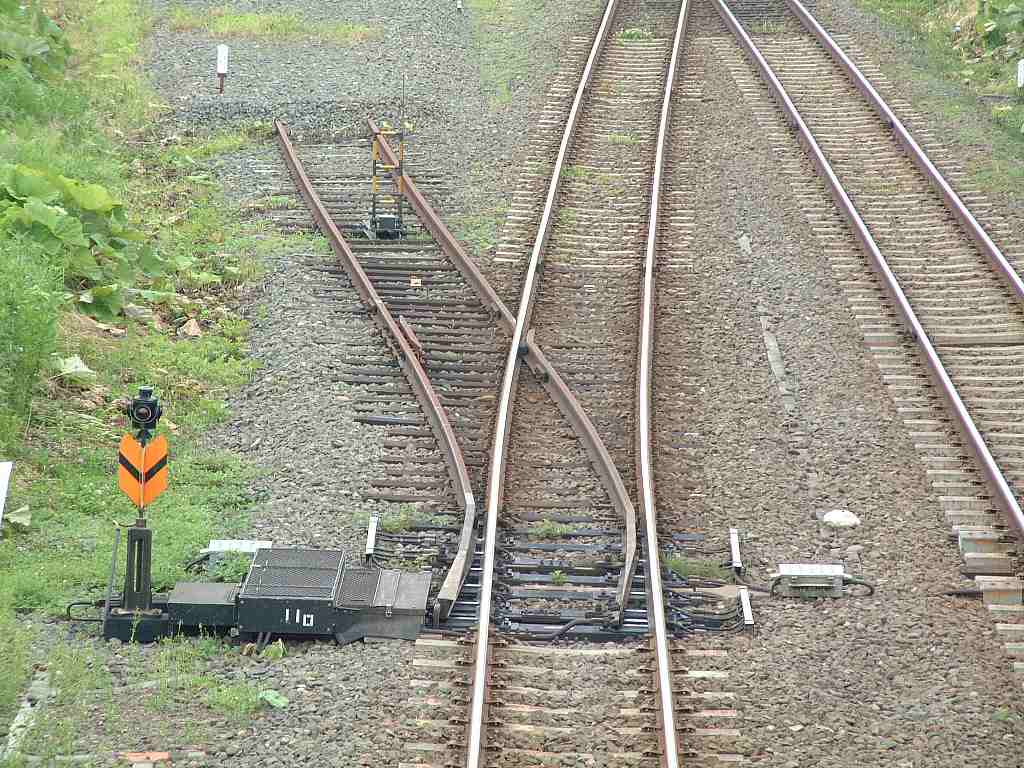
日本北海道旅客鐵道根室本線的脫軌器。圖中的設置是為了讓列車繼續在鐵軌上運行

### 分軌
第二種脫軌的方式是「分軌法」。 這種基本上是一個完善的或部分的轉轍器，它將錯誤的車輛引導離開主線。這種方式在英國很常見，它被稱為陷阱側線或安全側線。

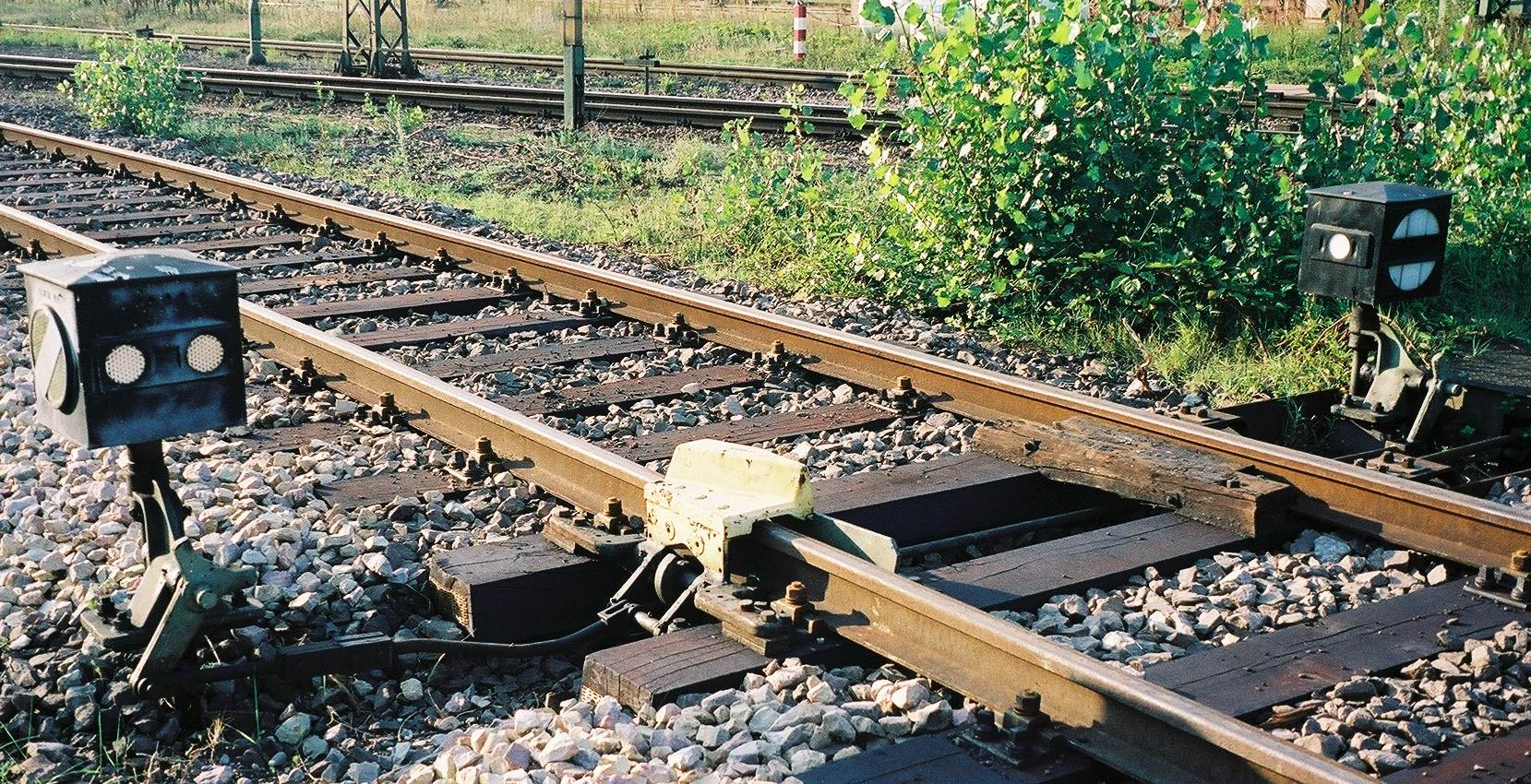
德國曼海姆的脫軌器

### 可攜式
第三種是可攜式的脫軌器，由鐵路機械部隊以及其他一些行業使用。這種脫軌器通常會在交會點和藍旗一起使用，且只是暫時的。 使用時會安置在鐵軌的其中一邊，並會有一個指向出軌方向的指標。脫軌器上有一個零件可以鎖緊並將脫軌器固定在鐵軌上使之不滑動。此類脫軌器不管任何原因沒有鎖定，或者沒有可以將其鎖定的零件，一旦被聯邦鐵路管理局調查員發現時，其擁有者將可能面臨巨額的罰款。

### 供電式

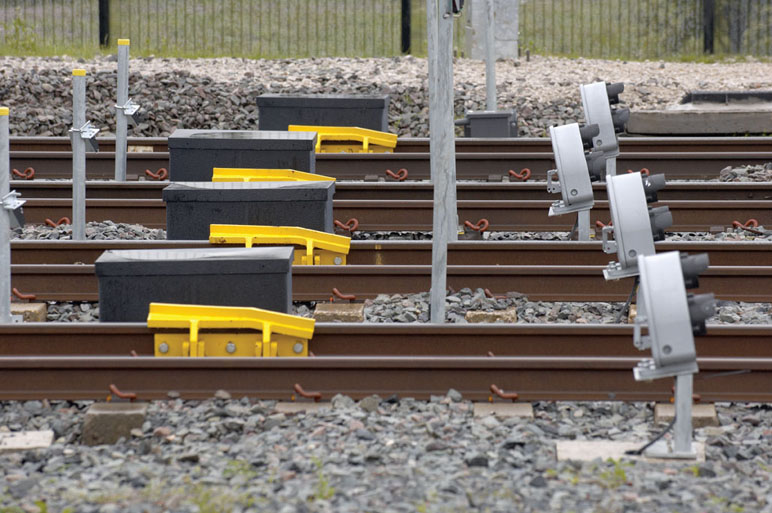
英國歐洲之星維修站——米爾斯聖殿車廠——的供電式脫軌器

第四種則是電動式或機動式的脫軌器，其透過執行器以電子的方式供電。這種類型的脫軌器可以通過外部控制面板遠程控製或手動控制。 它通常會作為車廠人員保護系統的一部分進行安裝，以維護車廠和車廠人員的安全。

## 事故
脫軌器有時候也會失靈，例如2001年5月15日在美國俄亥俄州發生的CSX8888次鐵路事故。

## 其他資訊
- 止衝擋
- 安全側線